# Caridina buehleri
Caridina buehleri е вид десетоного от семейство Atyidae. Видът не е застрашен от изчезване.

## Разпространение и местообитание
Разпространен е в Индонезия (Папуа и Сулавеси) и Папуа Нова Гвинея.
Обитава сладководни басейни и потоци.